# 貝雅
貝雅（葡萄牙語：Beja，葡萄牙語發音：[ˈbɛʒɐ]）是葡萄牙南部阿連特茹大區貝雅區的一座城市。市區面積1,147.1平方公里。總人口有35,854人，市區人口有21,658人。貝雅是貝雅區的行政中心，管轄18個堂區。城市節日為耶穌升天節。葡萄牙空軍在此設有一個基地，編號為第11號空軍基地。

## 外部連結
- Town Hall official website （页面存档备份，存于）
- Museum Queen Eleanor (in Portuguese)
- Carmel of Beja (in Portuguese)